# Wim Van Belleghem
Willem Van Belleghem –conocido como Wim Van Belleghem– (Brujas, 10 de junio de 1963) es un deportista belga que compitió en remo.
Ganó cuatro medallas en el Campeonato Mundial de Remo entre los años 1987 y 1991.
Participó en dos Juegos Olímpicos de Verano, en los años 1988 y 1992, ocupando el cuarto lugar en Seúl 1988, en la prueba de dos sin timonel.

## Palmarés internacional
| Campeonato Mundial | Campeonato Mundial     | Campeonato Mundial | Campeonato Mundial      |
| Año                | Lugar                  | Medalla            | Prueba                  |
| ------------------ | ---------------------- | ------------------ | ----------------------- |
| 1987               | Copenhague (Dinamarca) | Medalla de oro     | Scull individual ligero |
| 1989               | Bled (Yugoslavia)      | Medalla de plata   | Scull individual ligero |
| 1990               | Tasmania (Australia)   | Medalla de plata   | Scull individual ligero |
| 1991               | Viena (Austria)        | Medalla de bronce  | Scull individual ligero |